# Младен Чонић
Младен Чонић (Обреж, код Пећинаца, 1900 – Москва, 1937) је био загребачки скојевски активиста, страдао у чисткама у Совјетском Савезу.

## Биографија
Рођен је у Обрежу код Пећинаца 1900. године. Гимназију је похађао у Мостару, где је 1919. године формирао организацију СКОЈ-а. Студирао је филозофију у Загребу. Био је секретар СКОЈ-а.
Након доношења Обзнане и забране Комунистичке партије Југославије, 1921. године у Загребу је основана Црвена правда која је себи ставила у задатак да се обрачунава са творцима злогласне Обзнане. Као храбар и „богумилски предан револуционарном покрету“, студент Младен Чонић је био ангажован за атентат на краља Александра 1924. године.
Приликом једне полицијске провале у Загребу био је ухапшен заједно са још 15-ак других комуниста и синдикалних вођа.
По изласку са робије, наставио је са илегалним радом. Године 1927. био је послат из Загреба да помогне партијској организацији у Сушаку.
Услед појачане репресије, емигрирао је у Совјетски Савез, где је под лажном оптужбом био стрељан 1937. године.
Рехабилитован је у Совјетском Савезу 1963. године.